# Свемирска станица (филм)
Свемирска станица (енгл. Capricorn One), алтернативно Јарац 1 или ретко Козорог 1, је научнофантастични акциони трилер филм из 1978. године, режисера Питера Хајамса који је и написао сценарио, са Елиотом Гулдом, Џејмсом Бролином, Семом Вотерстоном, О. Џеј Симпсоном и Халом Холбруком у главним улогама.
Заплет америчког филма британске продукције из 1978. године говори о репортеру, који открива да је наводно слетање на Марс од стране мисије посаде на планету лажирано, кроз заверу у коју су укључени влада и – под принудом – и сама посада. У њему глуме Елиот Гулд као репортер и Џејмс Бролин, Сем Вотерстон и О. Џеј Симпсон као астронаути. Хал Холбрук игра високог званичника НАСА-е, који се слаже са владиним и корпоративним интересима и помаже у лажирању мисије.
Радња филма се поиграва са детаљима теорије завере познате као „Лунарна завера” примењена на измишљену експедицију на Марс.

## Радња
Средина 1980-их (тадашња будућност), свемирски програм „Јарац 1“, експедиција са људском посадом на Марс, спроводи се у Сједињеним Државама. Непосредно пре лансирања, утврђено је да бродски систем за одржавање живота има непоправљиве недостатке; посада ће неизбежно погинути, чак ни не достићи циљ. Лет се не може одложити: Конгрес САД ће престати да финансира пројекат, а његово отказивање биће удар на имиџ председника. Доноси се одлука да се брод пошаље у аутоматском режиму, и фалсификује аудио, видео и фотографски материјал експедиције. У заверу је умешан уски круг високих функционера, док већина обичних запослених у НАСА-и није упознат са тим.
Астронаути - чланови посаде брода - такође нису свесни ничега пре лансирања. Пет минута пре лансирања, њих тајно изводе из брода и одводе у војну базу у пустињи, где је опремљена комуникациона тачка, преко које астронаути морају да спроводе сесије комуникације са Земљом, и сценографија за снимање површине Марса. Ракета полеће без посаде. Астронаути не желе да учествују у инсценацији, али су принуђени да пристану под претњом да ће убити њихове вољене.
Лет брода на Марс и фалсификовање видео преноса и комуникационих сесија иду добро. Међутим, један од запослених у „Контролном центру“ уочава аномалије у преносу сигнала са брода, које указују да се неки од извора ових сигнала налазе на Земљи. Своја запажања нехотице дели са шефом, након чега нестаје без трага. Његов пријатељ, новинар Колфилд, коме је такође испричао о пронађеним недоследностима, покушава да пронађе несталу особу; открива низ чудних чињеница и схвата да неко покушава да прикрије околности програма „Јарац“. Покушај атентата на Колфилда затим следи.
У међувремену, инсценирани лет се завршава. У последњој фази, астронаути морају бити испоручени у возило за спуштање које је пљуснуло у океан како би се могли појавити пред медијима као „враћени из свемира“. Али долази до катастрофе: возило за спуштање сагорева у густим слојевима атмосфере. Немогуће је то сакрити, преживети у таквој ситуацији је нереално, па се посада брода проглашава мртвом. Астронаути схватају да су постали нежељени посматрачи. Они беже из базе након што су отели авион. Прогоне их плаћеници спецслужби, који имају наређење да елиминишу посаду. Двојица бегунаца не успевају да побегну, али командант брода, Брубејкер, успева побећи уз помоћ Колфилда. Заједно стижу на парастос преминулој екипи, где је присутан председник и велики број новинара.